# 茂林寺

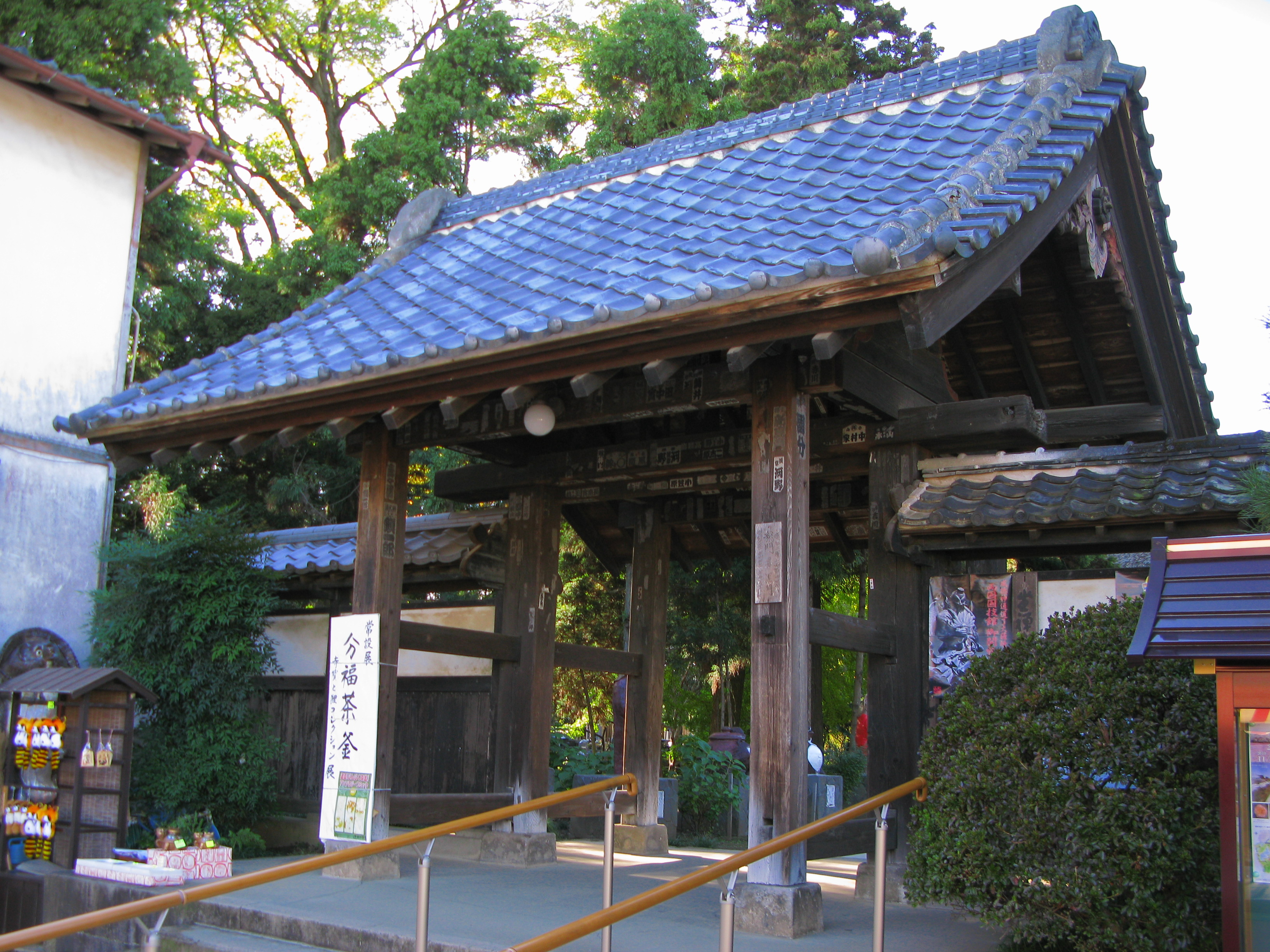
総門（通称、黒門）

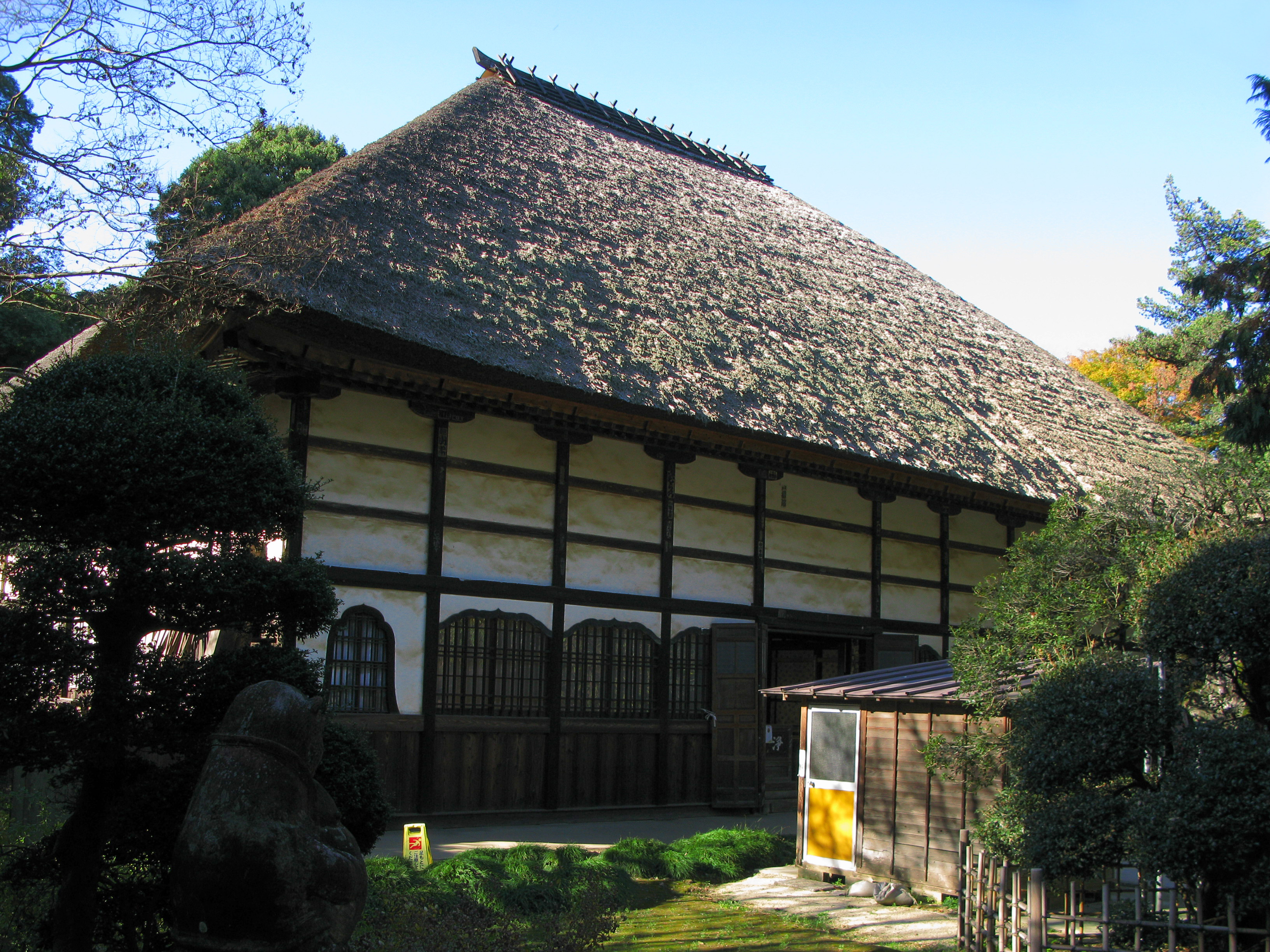
本堂

茂林寺（もりんじ）は、群馬県館林市堀工町にある曹洞宗の寺院である。山号は青竜山（せいりゅうざん）。本尊は釈迦牟尼仏。分福茶釜で有名である。

## 歴史
室町時代中期の1426年（応永33年）に美濃国の大林正通禅師により開山。1468年（応仁2年）に青柳城主赤井正光（照光）が帰依し寺領8万坪を寄進し伽藍を建立した。

## 狸にまつわる話
当寺は説話で有名な「分福茶釜」ゆかりの寺として知られる。分福茶釜には、お伽話としての「ぶんぶく茶釜」と伝説としての「分福茶釜伝説」の二通りの説話がある。説話の詳細は「分福茶釜」「茂林寺の釜」の項を参照。寺が所蔵する分福茶釜は一般参拝者も見学可能である（拝観は有料）。また、「狸コレクション」と称する日本各地の狸にまつわるグッズや狸の剥製が多くが展示されている。境内の至る所に信楽焼の狸が配置されている。

## 境内
総門
山門間の参道では21体の狸の像が参拝客を迎える。
本堂
本堂の前には1980年（昭和55年）に館林市の保存樹に指定されたシダレザクラや、県指定の天然記念物である樹齢約600年のラカンマキの巨木がある。

## 交通アクセス
- 東武伊勢崎線茂林寺前駅から徒歩約10分。
- 東北自動車道館林ICから約4.5km（約15分）

## 周辺
寺の北には県指定の天然記念物であり、文化庁の「日本遺産」指定された館林市の「里沼」の1つである茂林寺沼湿原が湿原植物の生育地として保護されている。
- 東武トレジャーガーデン - 園内に分福茶釜のシンボルオブジェがある[4]。また、シンボルローズの「シェアリング・ア・ハピネス」の品種名は分福茶釜が由来となっている[5]。
- ダークダックス館林音楽館[6] - すぐ東に隣接する。

## 茂林寺が登場する作品
- 映画『喜劇 駅前茶釜』（1963年）[7]
- テレビアニメ『宇宙よりも遠い場所』（2018年）[8]
- 上毛かるた - 「ふ」の札において「分福茶釜の茂林寺」と読まれる[9]。